# 羽安站
羽安站（日语：／ Hayasu eki */?）是位於兵庫縣西脇市羽安町，西日本旅客鐵道（JR西日本）鍛冶屋線的鐵路車站（廢站）。

## 歷史
車站所在的地名原本為羽山。而在此站北邊，於杉原川對面岸的地方為多可郡中町（現時：多可町）的安田地區，該處被稱為安田鄉。在建設鐵路之際，當時正在爭議車站位於羽山還是安田，後來車站建設於羽山一方但是站名一度決定為安田口。當時車站已經印刷好，但是羽山一方反對車站名稱，因此便把兩地方取其一文字，最後定為「羽安」。在1952年（昭和27年），當地合併為西脇市之際，町名也為了站名而改為羽安町。

### 年表
- 1923年（大正12年）
  - 5月6日：播州鐵道羽安停留場啟用[1]。當時為客運車站[1]。
  - 12月21日：路線轉讓給播丹鐵道。
- 1943年（昭和18年）6月1日：播丹鐵道國有化，成為鐵道省鍛冶屋線的羽安站[1]。同時開始貨運起卸業務（變為一般車站）[1]。
- 1959年（昭和34年）8月20日：結束貨運業務（變回客運車站）[1]。
- 1973年（昭和48年）10月1日：結束行李起卸業務[3]。此站變為無人站[4]。
- 1987年（昭和62年）4月1日：伴隨國鐵分割民營化，車站由西日本旅客鐵道（JR西日本）營運[1]。
- 1990年（平成2年）4月1日：鍛冶屋線全線廢除，此站被廢除，同時站舍被廢除[1]。

## 車站構造
此站是地面車站，設有1面1線的單式月台。此站設有古老木造站舍。

## 車站周邊
- 大將軍神社
- 日野北繞道[5]
- 兵庫縣道296號中安田市原線（日语：兵庫県道296号中安田市原線）
- Wing神姬（日语：ウイング神姫）「羽安」巴士站 - 在兵庫縣道296號線上。
- 杉原川（日语：杉原川）

## 現狀
車站遺址變為公園，部分月台還存在。路軌已經撤走，因此該處地面描繪了路軌和枕木。後來，由於車站遺址附近需要興建日野北繞道，該繞道在車站遺址前通過，因此遺址處只剩下站牌和東屋。而該繞道在2019年（令和元年）11月16日開通。

## 相鄰車站
西日本旅客鐵道（JR西日本）
鍛冶屋線
市原－羽安－曾我井

## 注腳
1. 1 2 3 4 5 6 7 8 9  石野哲 (编).  初版. JTB. 1998-10-01: 243. ISBN 978-4-533-02980-6 （日语）.
2. ↑  神戶新聞綜合出版中心《ひょうご懐かしの鉄道 廃線ノスタルジー》p.117 2005年 ISBN 4-343-00322-1
3. ↑  . 官報. 1973-10-01.
4. ↑  . 鐵道公報 (日本國有鐵道總裁室文書課). 1973-10-01: 9 （日语）.
5. 1 2  . 西脇市. 2021-03-31  [2023-11-20]. （原始内容存档于2023-11-20） （日语）.

## 相關項目
- 日本鐵路車站列表 Ha